# Castrum

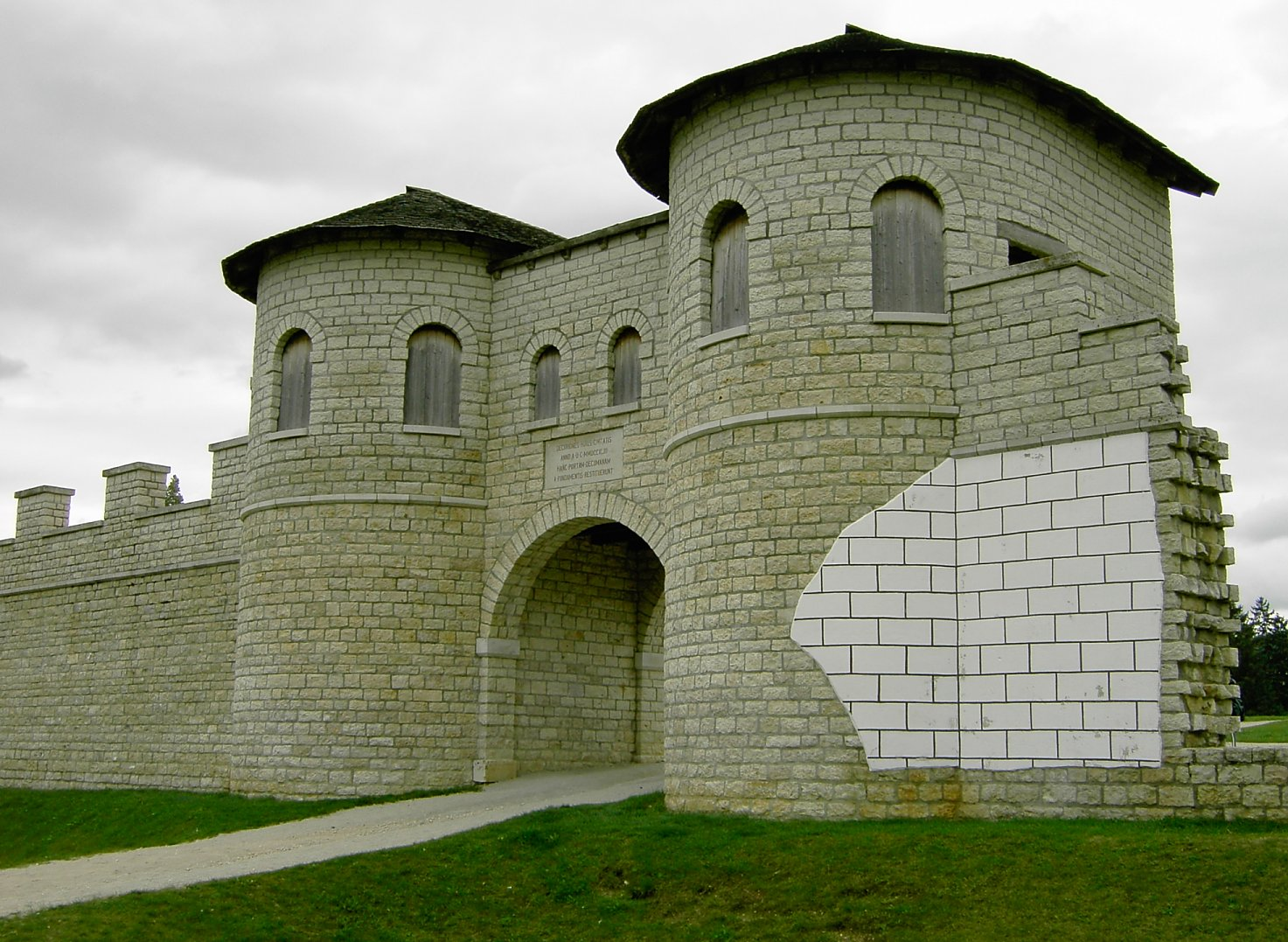
Zrekonstruovaná brána castra Biriciana (Bavorsko)

Castrum (mn. č. castra) označuje římský vojenský tábor, ve kterém sídlila celá legie, tj. 5 000 – 6 000 mužů. Sloužil k ochraně vojska. Byl obehnaný příkopem a valem z vykopané zeminy, případně zdí. Tábory se dělily na pochodové (budované během tažení před každou nocí), přechodné (určené pro delší pobyt vojáků na nepřátelském území např. během zimy) a pevné (stálé základny útvarů např. v Limes Romanus). Pevný tábor pro jednu legii zabíral plochu zhruba dvacet hektarů. Tábor určený pro menší jednotky (kohorta, ala, auxilia) býval označován jako castellum.

## Základní tvar tábora

Legionářský tábor; horní strana je obrácena k nepříteli 1 Principia 2 Via Praetoria 3 Via Principalis 4 Porta Principalis Dextra (pravá brána) 5 Porta Praetoria (hlavní brána) 6 Porta Principalis Sinistra (levá brána) 7
Porta Decumana (zadní brána) silnice od Porty Decumany až po Via Principalis je Via Decumana

Římské vojenské tábory byly stavěny podle stejného schématu – čtyřhranné se dvěma hlavními cestami via principalis (3) a via praetoria (2), které se protínaly v pravém úhlu.
Na konci silnice se nacházely vstupní brány:
- Porta Praetoria, hlavní brána (5)
- porta decumana, zadní brána (7)
- porta principalis dextra (pravá brána via principalis) (4)
- porta principalis sinistra (levá brána principalis) (6)

V místě křížení obou hlavních cest (nazývalo se locus gromae – podle vyměřovacího zařízení groma) se nacházelo forum, místo pro shromažďování a principia – budova štábu. Trochu stranou bylo umístěné praetorium, obytná budova velitele. Mezi valem a ubikacemi vojska se nacházel volný prostor, který fungoval jako ochrana ubytovacích prostor před ostřelováním a druhá funkce byla dopravní plocha (via sagularis).
U větších táborů se šesti branami byla postavena další spojnice mezi těmito branami s názvem via quintana. Všechny ostatní cesty se nazývaly viae vicinariae.

### Pochodové tábory
Mimo provincie, které patřily Římu, a na nepřátelském území, byl každý večer stavěn přechodný tábor. Ten byl vždy pravoúhlý se zaoblenými rohy. Nejdříve byl tábor vyměřen, pak byl vyhlouben jeden metr hluboký příkop a hlína byla navršena na vnitřní stranu. Na vrcholku tohoto 60 centimetrů vysokého valu bylo připevněno Pilum murale, které s sebou vezla každá jednotka, a svázáno lany. Tím vznikla palisáda vysoká asi 100 až 120 centimetrů. Vnější strana valu byla podle možností zakryta drnem.
Skutečná velikost tábora závisela na složení půdy a síle mužstva. Čím větší byl tábor, tím méně opevňovací práce bylo na legionáře; při budování dvojitého legionářského tábora musel každý voják vykopat 25 centimetrů výkopu a valu, u tábora pro kohortu se kopalo již 1,2 metru. Opevnění nestavěl každý voják, část stavěla opevnění a druhá část stavěla vybavení tábora (stany, budovy).

### Stálé vojenské tábory
Stálý tábor byl postaven pro dlouhodobé používání a proto se při jeho stavbě použilo ve větším množství kamene a kladl se větší důraz na reprezentativnost budovy štábu

## Zařízení legionářského tábora

### Budova štábu (Principia)
Budova štábu byla principiálně ve všech legionářských táborech stavěna z kamene, vedle štábu s místnostmi pro písaře (tabularia) a služebními místnostmi velitele se nacházela místnost pro uložení standardy legie (aedes) a zbrojnice (armamentaria). Ve sklepě byla skladována pokladna legie. Obě hlavní cesty tábora se zde křížily a Via Praetoria vedla přímo ke vstupu do budovy. Ve velké hale (basilica) se při špatném počasí prováděly nástupy a cvičení. Bočně od úřední budovy se nacházela ubytovací budova velitele a štábu.

### Dům velitele (Praetorium)
Praetorium bylo většinou vybaveno veškerým luxusem městského domu římské horní vrstvy – z té se velitelé rekrutovali. Dodávky luxusního zboží z blízkého okolí i z celé říše umožňovaly život jako v Římě.

## Táborový život

### Ubytovna pro jednotky
V ubikacích se dodržovalo organizační dělení legie. Každá skupina (contubernium) měla místnost pro spaní, ve které bylo topeniště a předsíň pro výstroj. Před těmito dvěma místnostmi bývalo podloubí. Deset místností Centurie bylo seřazeno v řadě. V čele se nacházela místnost centuriona a dalších velitelů.

### Zásobování
Ve stálém legionářském táboře se nacházely vedle výše jmenovaných budov stáje, lazaret (valetudinarium), lázně, latríny, dílny a sklady. Ve skladech byly potraviny uskladněny po dobu až dvou let. Tyto sklady byly velmi dobře zpracovány. Obilné zásobníky (Horreum) byly postaveny na sloupech a byly tak od spodu větrány přes průchozí kanály ve střeše. Skladované zboží tak zůstalo suché a nekazilo se.
Vedle dílen, zpracovávajících kovy, se nacházely také stavbařské provozy na území tábora nebo vně hradeb tábora, protože legiím příslušely různé stavební práce na jimi kontrolovaném území. Z tohoto důvodu jsou označené razítkem legie i cihly, které nebyly použity ve stavbách s vojenským účelem.

## Okolí tábora

### Osady
V okolí stálého tábora rychle vznikala osada (Vicus) ve které žil civilní podpůrný personál legie, řemeslníci, obchodníci, hostinští a manželky s rodinami oficiálně svobodných legionářů.
Tato osada tvořila společně s vlastním táborem základní kámen romanizace dané provincie. Romanizace byla v okolí vojenských táborů a hranic silnější, než v zázemí.

### Hřbitovy
Mimo tábor se nacházely hřbitovy.

## Vývoj z legionářského tábora na města
Z osad vici a vojenských táborů vznikala sídliště s vlastní civilní správou, která se stávala hospodářskými a politickými centry určitých oblastí. Takto vzniklo mnoho významných měst v Porýní (Kolín nad Rýnem, Trevír)
| Římské označení            | Pozdější názvy                       | Země           |
| -------------------------- | ------------------------------------ | -------------- |
| Castrum Apulum             | Alba Iulia (Weißenburg)              | Rumunsko       |
| Augusta Vindelicorum       | Augsburg                             | Německo        |
| Augusta Raurica            | Kaiseraugst                          | Švýcarsko      |
| Castra Bonnensia           | Bonn                                 | Německo        |
| Aquincum                   | Budapest                             | Maďarsko       |
| Arrabona                   | Györ                                 | Maďarsko       |
| Castellum apud Confluentes | Koblenz                              | Německo        |
| Castra Mogontiacum         | Mohuč                                | Německo        |
| Castra Novaesium           | Neuss                                | Německo        |
| Castra Batava / Boiotro    | Pasov                                | Německo        |
| Castra Regina              | Řezno                                | Německo        |
| Castra Rigomagus           | Remagen                              | Německo        |
| Castra Argentorate         | Straßburg                            | Francie        |
| Castra Ulcisia             | Szentendre                           | Maďarsko       |
| Castra Biriciana           | Weißenburg v Bavorsku                | Německo        |
| Aquae Mattiacorum          | Wiesbaden                            | Německo        |
| Castra Veldidena           | Wilten, dnes městská část Innsbrucku | Rakousko       |
| Vindobona                  | Vídeň                                | Rakousko       |
| Lauriacum                  | Enns/OÖ                              | Rakousko       |
| Favianis                   | Mautern/NÖ                           | Rakousko       |
| Carnuntum                  | Bad Deutsch-Altenburg                | Rakousko       |
| Colonia Ulpia Traiana      | Xanten                               | Německo        |
| Eboracum                   | York                                 | Velká Británie |